# Rita Schumacher (calciatrice)
Rita Schumacher (5 giugno 2000) è una calciatrice tedesca, attaccante del St. Pölten.

## Carriera

### Club
Schumacher si avvicinna al calcio già dalla giovane età, iniziando la carriera a Schönberg, nel Meclemburgo-Pomerania Anteriore, giocando con i ragazzi nelle squadre giovanili della cittadina tedesca.
A 16 anni appena compiuti si trasferisce al Neubrandenburg 04, giocando nella sua prima squadra interamente femminile, prima nella giovanile che disputa la B-Junioren e venendo poi aggregata, nella stagione 2017-2018, alla prima squadra che partecipa alla Regionalliga, terzo livello del campionato tedesco di categoria.
Nell'estate 2018 coglie l'opportunità di trasferirsi a un grande club, il Wolfsburg, crescendo nel suo centro di formazione giovanile e venendo ben presto aggregata alla squadra riserve (Wolfsburg II) che disputa la 2. Frauen-Bundesliga, collezionando 50 presenze e segnando 9 reti nei tre campionati, con la squadra che nei primi due a girone unico termina al 2º posto, al 5º posto del girone Nord nella stagione 2020-2021 tornata temporaneamente a due gironi.
Durante la sessione estiva di calciomercato 2021 viene annunciato il suo trasferimento alle Carl Zeiss Jena per giocare dalla stagione entrante, sotto la supervisione del tecnico Anne Pochert, in Frauen-Bundesliga. Schierata titolare fin dalla 1ª giornata di campionato, debutta nel massimo livello tedesco femminile il 29 agosto 2021, nella sconfitta interna per 3-0 con il Bayer Leverkusen, andando a rete per la prima volta due settimane più tardi, aprendo le marcature nell'incontro con il Werder Brema poi terminato 1-1. La stagione si rivela complicata, con la squadra raramente in grado di competere ad armi pari con le avversarie, subendo spesso passivi importanti, e al termine del campionato, con una sola vittoria, 2 pareggi e 19 sconfitte, si classifica al 12º e ultimo posto retrocedendo di conseguenza in cadetteria.
A campionato non ancora concluso Schumacher annuncia di aver firmato un contratto che la lega per un anno alle campionesse d'Austria in carica del St. Pölten, per la sua prima esperienza all'estero. A disposizione del tecnico Celia Liese Brancao-Ribeiro oltre a disputare la ÖFB Frauen Bundesliga fa il suo debutto internazionale in UEFA Women's Champions League il 18 agosto 2022, scendendo in campo al primo turno di qualificazione dell'edizione 2022-2023, rilevando Mateja Zver all'inizio del secondo tempo dell'incontro con le macedoni del Ljuboten e siglando anche, nei minuti di recupero, la rete che fissa il risultato sul 7-0. Il tecnico brasiliano la impiega in seguito in tutte le seguenti partite del torneo, dove contribuisce a superare il turno preliminare, il secondo turno, dove la squadra supera le finlandesi del KuPS solo ai tempi supplementari, e si rende protagonista del secondo incontro della fase a gironi siglando la rete del parziale 2-0 casalingo sulla Roma, combattuto incontro che poi le italiane riusciranno a ribaltare a proprio favore.